# Theotima pura
Theotima pura là một loài nhện trong họ Ochyroceratidae. Loài này phân bố ở México.